# U-858
| U-858                                                                                                | U-858 | U-858 |
| --- | --- | --- |
| U 858                                                                                                | | |
| | | |
| Німецький підводний човен U-858 після капітуляції. Травень 1945                                      | | |
| Верф                                                                                                 | Deutsche Schiff- und Maschinenbau, AG Weser, Бремен | Deutsche Schiff- und Maschinenbau, AG Weser, Бремен |
| Під прапором                                                                                         | Третій Рейх | Третій Рейх |
| Належність                                                                                           | Крігсмаріне | Крігсмаріне |
| Порт приписки                                                                                        | Штеттін Лор'ян Фленсбург | Штеттін Лор'ян Фленсбург |
| Замовлення                                                                                           | 5 червня 1941 | 5 червня 1941 |
| Закладений                                                                                           | 11 грудня 1942 | 11 грудня 1942 |
| Спуск на воду                                                                                        | 17 червня 1943 | 17 червня 1943 |
| Введений до складу флоту                                                                             | 30 вересня 1943 | 30 вересня 1943 |
| На службі                                                                                            | 1943—1944 | 1943—1944 |
| Сучасний статус                                                                                      | 21 листопада 1947 року затоплений американським підводним човном «Сіраго» як корабель-мішень                                                                            | 21 листопада 1947 року затоплений американським підводним човном «Сіраго» як корабель-мішень                                                                            |
| Бойовий досвід                                                                                       | Друга світова війна Битва за Атлантику | Друга світова війна Битва за Атлантику |
| Проєкт                                                                                               | | |
| Тип ПЧ                                                                                               | великий океанський торпедний ДПЧ | великий океанський торпедний ДПЧ |
| Основні характеристики                                                                               | | |
| Швидкість (надводна)                                                                                 | 18,2 вузла (33,7 км/год) | 18,2 вузла (33,7 км/год) |
| Швидкість (підводна)                                                                                 | 7,3 (13,5 км/год) | 7,3 (13,5 км/год) |
| Робоча глибина занурення                                                                             | 100 м | 100 м |
| Гранична глибина занурення                                                                           | 230 м | 230 м |
| Дальність плавання                                                                                   | 63 милі (117 км) на швидкості 4 вузли (7,4 км/год) (у підводному положенні) 13 450 морських миль (24 910 км на швидкості 10 вузлів (19 км/год) (у надводному положенні) | 63 милі (117 км) на швидкості 4 вузли (7,4 км/год) (у підводному положенні) 13 450 морських миль (24 910 км на швидкості 10 вузлів (19 км/год) (у надводному положенні) |
| Екіпаж                                                                                               | 48 офіцерів та матросів | 48 офіцерів та матросів |
| Розміри                                                                                              | | |
| Довжина найбільша (по КВЛ)                                                                           | 76,76 м | 76,76 м |
| Ширина корпусу найб.                                                                                 | 6,86 м | 6,86 м |
| Висота                                                                                               | 9,6 м | 9,6 м |
| Середня осадка (по КВЛ)                                                                              | 4,67 м | 4,67 м |
| Водотоннажність надводна                                                                             | 1144 т | 1144 т |
| Водотоннажність підводна                                                                             | 1257 т | 1257 т |
| Силова установка                                                                                     | | |
| Дизель-електрична: 2 дизельні двигуни MAN M 9 V 40/46 2 електродвигуни Siemens-Schuckert 2 GU 345/34 | | |
| Гвинти                                                                                               | 2 | 2 |
| Потужність                                                                                           | 2 × 2200 к.с. (дизелі) 2 × 740 к.с. (електродвигуни) | 2 × 2200 к.с. (дизелі) 2 × 740 к.с. (електродвигуни) |
| Озброєння                                                                                            | | |
| Артилерія                                                                                            | 1 × 105-мм палубна гармата SK C/32 | 1 × 105-мм палубна гармата SK C/32 |
| Торпедно- мінне озброєння                                                                            | 4 носових і 2 кормових ТА; 22 торпеди або 44 міни TMA чи 66 TMB | 4 носових і 2 кормових ТА; 22 торпеди або 44 міни TMA чи 66 TMB |
| ППО                                                                                                  | 1 × 37-мм зенітна гармата SKC/30 2 (1 × 2) × 20-мм зенітні гармати FlaK 30                                                                                              | 1 × 37-мм зенітна гармата SKC/30 2 (1 × 2) × 20-мм зенітні гармати FlaK 30                                                                                              |

U-858 — німецький великий океанський підводний човен типу IXC/40, що входив до складу Військово-морських сил Третього Рейху за часів Другої світової війни. Закладений 11 грудня 1942 року на верфі Deutsche Schiff- und Maschinenbau, AG Weser у Бремені під будівельним номером 1064. Спущений на воду 17 червня 1943 року, а 30 вересня 1943 року корабель увійшов до складу ВМС нацистської Німеччини.

## Історія служби
U-858 належав до серії німецьких підводних човнів підтипу IXC/40, найбільшої серії великих океанських човнів типу IX, подальшого розвитку IXC зі збільшеними розмірами, підвищеною дальністю плавання і без третього перископа, призначених діяти на морських комунікаціях противника у відкритому океані на далеких відстанях. Човнів цього типу випущено 87 одиниць і вони відносно результативно проявили себе в ході бойових дій в Атлантиці. 30 вересня 1943 року U-858 розпочав службу у складі 4-ї навчальної флотилії, з 1 травня 1944 року був переведений до бойового складу 2-ї флотилії ПЧ Крігсмаріне, а 1 жовтня 1944 року перейшов у підпорядкування 33-ї флотилії ПЧ.
З червня 1944 року і до травня 1945 року U-858 здійснив 2 бойових походи, в яких провів 187 днів.
Наприкінці війни U-858 було відправлено командуванням до східного узбережжя США, у спробі повторити успіх операції «Барабанний дріб». Однак, човен не взяв жодної участі в бойових діях у цій місії та не потопив і не пошкодив жодного корабля союзників. 14 травня 1945 року капітан німецького човна капітулював американцям у Форт-Майлз, Льюїс, штат Делавер. U-858 був першим ворожим кораблем, який здався американським військам після поразки Німеччини у Другій світовій війні. Після капітуляції її використовували для реклами в кампаніях з випуску військових облігацій.
21 листопада 1947 року після використання для випробувань торпед поблизу Нової Англії трофейна німецька субмарина затоплена американським підводним човном «Сіраго».